# Canoa/kayak ai Giochi della XXXI Olimpiade - K1 1000 metri maschile
La gara di velocità K1, 1000 metri, per Rio de Janeiro 2016 si è svolta alla Laguna Rodrigo de Freitas dal 15 al 16 agosto 2016.

## Regolamento della competizione
La competizione prevede tre batterie di qualificazione, una semifinale e una finale. I primi cinque classificati e il miglior sesto nelle batterie di qualificazione accedono alle semifinali. I primi quattro classificati accedono alla finale "A", per l'assegnazione delle medaglie. Gli altri partecipanti alle semifinali accedono alla finale "B".

## Programma
| Data                   | Ora         | Round               |
| ---------------------- | ----------- | ------------------- |
| Lunedì 15 agosto 2016  | 09:06 10:21 | Batterie Semifinali |
| Martedì 16 agosto 2016 | 09:04       | Finale              |

## Risultati
| FA | Qualificato in finale A (per le medaglie)                       |
| FB | Qualificato in finale B (non per le medaglie)                   |
| Q  | Qualificato al turno successivo per posizione in qualificazione |

### Batterie

#### Batteria 1
| Pos. | Atleta              | Paese      | Tempo    | Note |
| ---- | ------------------- | ---------- | -------- | ---- |
| 1    | René Holten Poulsen | Danimarca  | 3'35"722 | Q    |
| 2    | Peter Gelle         | Slovacchia | 3'36"342 | Q    |
| 3    | Adam van Koeverden  | Canada     | 3'37"212 | Q    |
| 4    | Rafał Rosolski      | Polonia    | 3'37"700 | Q    |
| 5    | Bálint Kopasz       | Ungheria   | 3'38"011 | Q    |
| 6    | Miroslav Kirchev    | Bulgaria   | 3'39"363 |      |
| 7    | Fabio Wyss          | Svizzera   | 3'41"985 |      |

#### Batteria 2
| Pos. | Atleta            | Paese      | Tempo    | Note |
| ---- | ----------------- | ---------- | -------- | ---- |
| 1    | Josef Dostál      | Rep. Ceca  | 3'35"342 | Q    |
| 2    | Murray Stewart    | Australia  | 3'36"210 | Q    |
| 3    | Cyrille Carré     | Francia    | 3'36"322 | Q    |
| 4    | Dejan Pajic       | Serbia     | 3'36"884 | Q    |
| 5    | Roman Anoškin     | Russia     | 3'37"296 | Q    |
| 6    | Alberto Ricchetti | Italia     | 3'37"610 |      |
| 7    | Ilya Golendov     | Kazakistan | 3'37"953 |      |

#### Batteria 3
| Pos. | Atleta             | Paese         | Tempo    | Note |
| ---- | ------------------ | ------------- | -------- | ---- |
| 1    | Fernando Pimenta   | Portogallo    | 3'33"140 | Q    |
| 2    | Max Hoff           | Germania      | 3'33"585 | Q    |
| 3    | Marcus Walz        | Spagna        | 3'33"786 | Q    |
| 4    | Aleksey Mochalov   | Uzbekistan    | 3'34"469 | Q    |
| 5    | Artuur Peters      | Belgio        | 3'34"781 | Q    |
| 6    | Mohamed Ali Mrabet | Tunisia       | 3'35"084 |      |
| 7    | Marty McDowell     | Nuova Zelanda | 3'39"588 |      |

### Semifinali

#### Semifinale 1
| Pos. | Atleta              | Paese      | Tempo    | Note |
| ---- | ------------------- | ---------- | -------- | ---- |
| 1    | Murray Stewart      | Australia  | 3'32"602 | FA   |
| 2    | Fernando Pimenta    | Portogallo | 3'33"420 | FA   |
| 3    | Marcus Walz         | Spagna     | 3'33"781 | FA   |
| 4    | René Holten Poulsen | Danimarca  | 3'34"344 | FA   |
| 5    | Bálint Kopasz       | Ungheria   | 3'34"772 | FB   |
| 6    | Adam van Koeverden  | Canada     | 3'36"230 | FB   |
| 7    | Artuur Peters       | Belgio     | 3'37"586 | FB   |
| 8    | Dejan Pajić         | Serbia     | 3'48"158 | FB   |

#### Semifinale 2
| Pos. | Atleta             | Paese      | Tempo    | Note |
| ---- | ------------------ | ---------- | -------- | ---- |
| 1    | Roman Anoškin      | Russia     | 3'34"833 | FA   |
| 2    | Max Hoff           | Germania   | 3'36"136 | FA   |
| 3    | Peter Gelle        | Slovacchia | 3'36"193 | FA   |
| 4    | Josef Dostál       | Rep. Ceca  | 3'36"384 | FA   |
| 5    | Aleksey Mochalov   | Uzbekistan | 3'36"968 | FB   |
| 6    | Cyrille Carré      | Francia    | 3'38"115 | FB   |
| 7    | Rafał Rosolski     | Polonia    | 3'38"379 | FB   |
| 8    | Mohamed Ali Mrabet | Tunisia    | 3'43"145 | FB   |

### Finali

#### Finale B
| Pos. | Atleta             | Paese      | Tempo    | Note |
| ---- | ------------------ | ---------- | -------- | ---- |
| 1    | Adam van Koeverden | Canada     | 3'31"872 |      |
| 2    | Bálint Kopasz      | Ungheria   | 3'32"392 |      |
| 3    | Artuur Peters      | Belgio     | 3'33"521 |      |
| 4    | Aleksey Mochalov   | Uzbekistan | 3'34"807 |      |
| 5    | Cyrille Carré      | Francia    | 3'36"606 |      |
| 6    | Rafał Rosolski     | Polonia    | 3'39"021 |      |
| 7    | Dejan Pajić        | Serbia     | 3'40"502 |      |
| 8    | Mohamed Ali Mrabet | Tunisia    | 3'45"122 |      |

#### Finale A
| Pos. | Atleta              | Paese      | Tempo    | Note |
| ---- | ------------------- | ---------- | -------- | ---- |
|      | Marcus Walz         | Spagna     | 3'31"447 |      |
|      | Josef Dostál        | Rep. Ceca  | 3'32"145 |      |
|      | Roman Anoškin       | Russia     | 3'33"363 |      |
| 4    | Murray Stewart      | Australia  | 3'33"741 |      |
| 5    | Fernando Pimenta    | Portogallo | 3'35"349 |      |
| 6    | René Holten Poulsen | Danimarca  | 3'36"840 |      |
| 7    | Max Hoff            | Germania   | 3'37"581 |      |
| 8    | Peter Gelle         | Slovacchia | 3'40"691 |      |